# ГЕС Lǔjīchǎng
ГЕС Lǔjīchǎng (鲁基厂水电站) — гідроелектростанція на півдні Китаю у провінції Юньнань. Знаходячись між ГЕС Qiānchǎng (вище по течії) та ГЕС Jiǎyán, становить шостий ступінь каскаду на річці Пуду — нижній ланці гідрографічної системи, яка дренує озеро Dianchi та приєднується праворуч до Цзіньша (верхня течія Янцзи).
В межах проекту річку перекрили греблею висотою 34 метри та товщиною по гребеню 7 метрів. Вона утримує водосховище з нормальним рівнем на позначці 1090 метрів НРМ та спрямовує ресурс до прокладеного під лівобережним масивом дериваційного тунелю довжиною 3,8 км з діаметром 6,5 метра. Останній подає воду до підземного машинного залу, де встановлено три турбіни типу Френсіс потужністю по 32 МВт.
Видача продукції відбувається по ЛЕП, розрахованій на роботу під напругою 220 кВ.

## Примітка
1. ↑  国家能源局大坝安全监察中心. www.dam.com.cn. Процитовано 3 травня 2019.
2. ↑  云南普渡河鲁基厂水电站工程. www.sohu.com. Архів оригіналу за 3 травня 2019. Процитовано 3 травня 2019.
3. ↑  鲁基厂水电站.
4. ↑  云南国际电力投资有限公司甲岩、天花板等8个水电站运行期安全监测工程招标公告_监测人_最大最专业的监测信息共享和分享平台. jianceren.cn. Архів оригіналу за 3 травня 2019. Процитовано 3 травня 2019.
5. ↑  Объявление о тендере 2015 года на проект технического обслуживания гидроагрегата.[недоступне посилання з серпня 2019]